# ЛГБТ

Шестиполосный радужный флаг, представляющий ЛГБТ

ЛГБТ (англ. LGBT) — аббревиатура для обозначения лесбиянок, геев, бисексуалов и трансгендерных людей. Появилась в английском языке в 1990-х годах и является адаптацией аббревиатуры «ЛГБ», которая в период середины-конца 1980-х годов стала в нём заменять термин «гей-сообщество», насчёт которого существовало мнение, что он не представляет всех, кто относится к сексуальным меньшинствам.
Термин «ЛГБТ» призван подчеркнуть разнообразие «сексуальности и гендерной идентичности на основе культуры» и используется для обозначения гомосексуальных, бисексуальных и трансгендерных людей. С 1996 года встречается аббревиатура ЛГБТК (LGBTQ), в которой буква К (Q) обозначает слово «квир» (англ. Queer). Q также может значить «сомневающийся» (англ. Questioning). С 1999 года часть интерсекс-людей предлагает аббревиатуру ЛГБТИ (LGBTI), впоследствии объединённую с предыдущей в ЛГБТИК (LGBTIQ). Также в конец может добавляться А в значении асексуалы (Asexual) и П в значении пансексуалы (Pansexual). Однако вопрос того, относятся ли интерсексы к ЛГБТ-сообществу, до сих пор не имеет однозначного решения, и как и в пользу, так и против такого объединения приводятся разные аргументы.
Аббревиатура была принята как самоназвание людей, объединяющихся на основе их сексуальной ориентации и гендерной идентичности, большинством общественных организаций и СМИ в Соединённых Штатах Америки и некоторых других англоязычных странах, а позже в большинстве стран мира.

## История
До 1960-х годов в английском языке не существовало термина, который бы обозначал людей, чья ориентация отличается от гетеросексуальной и при этом не носил негативной окраски. Наиболее нейтральный термин — третий пол (англ. third gender) был предложен в 1960-х годах, но так и не прижился.
Первым широко используемым стал термин гомосексуал (англ. homosexual). Однако считалось, что он носит негативный оттенок и, как правило, заменялся: в 1950—1960-х годах на гомофил (англ. homophile), а затем, в 1970-х годах — на гей (англ. gay). В 1970-х годах перед многими лесбиянками вопрос равенства стоял на первом месте. Гендерные стереотипы они рассматривали как патриархальный пережиток. Лесбиянки-феминистки избегали ролевых моделей, которые были широко распространены в гей-барах. С увеличением активности феминистского движения стала чаще употребляться фраза «геи и лесбиянки». Позже к ним примкнули трансгендерные люди и бисексуалы.
В конце 1970-х — начале 1980-х годов, после того, как прошла эйфория от Стоунволлских бунтов, произошло изменение в восприятии. Многие геи и лесбиянки перестали воспринимать бисексуалов и трансгендерных людей как равных членов ЛГБТ-сообщества. Лишь в 1990-х годах бисексуалы и трансгендерные люди окончательно образовали единое сообщество с геями и лесбиянками Примерно с этого периода термином, обозначающим сообщество, стала аббревиатура ЛГБТ.

## Варианты

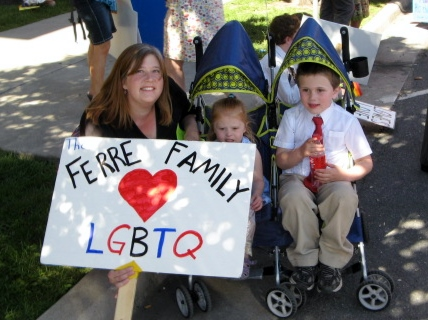
ЛГБТК — расширение аббревиатуры ЛГБТ словом «квир»

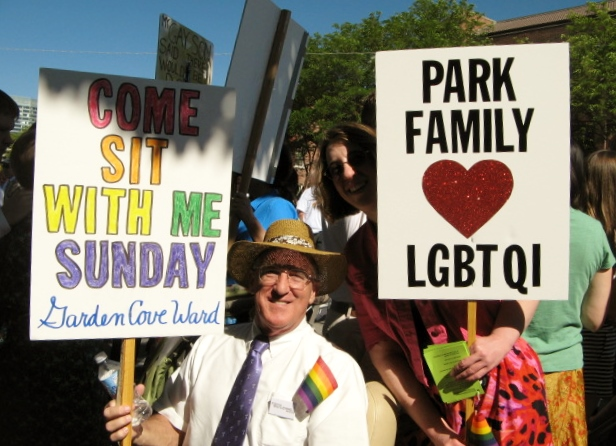
ЛГБТИК или ЛГБТКИ — ещё более расширенная версия, включающая также и интерсексов

Существуют различные варианты аббревиатуры ЛГБТ. Наиболее часто встречается смена букв (LGBT) и (GLBT). Несмотря на идентичность, вариант ЛГБТ может носить более феминистический оттенок, поскольку ставит на первое место букву Л, обозначающую лесбиянок. Если в сообщество не включены трансгендерные люди, может употребляться название ЛГБ (LGB). Помимо этого, в название ЛГБТ могут добавляться дополнительные буквы, например ЛГБТК (LGBTQ), буква К обозначает представителей квир-культуры (англ. Q — queer). Также возможен вариант LGBTQQ. В данном случае последняя буква обозначает неопределившихся (англ. Q - questioning), в связи с этим в конце часто ставится знак вопроса — LGBTQ?.
Среди дополнительных букв аббревиатуры LGBT могут быть «U» (от англ. unsure — неуверенный), «C» (от англ. curious (bi-curious) — экспериментирующий), «I» (от англ. intersexual — интерсекс), дополнительная «T» (от англ. transvestite — трансвестит), «TS» либо «2» (от англ. Two‐Spirit — термин, обозначающий бердаче), «A» либо «SA» (Альянс геев и гетеросексуалов), дополнительная «А» (от asexual — асексуал). Также могут присутствовать буквы «P» (от англ. pansexual — пансексуал), «H» (англ. HIV-affected — ВИЧ-положительный) и «O» (от англ. others — другие).
Несмотря на то, что количество и порядок букв в аббревиатуре не закреплён и каждый его указывает так, как ему нравится, чаще всего большинство представителей ЛГБТ-сообщества «укладывается» в первые четыре буквы. Так, пансексуалов, неопределившихся и квир объединяют под термином бисексуалы, а интерсексов нередко объединяют с трансгендерными людьми.
Среди афроамериканцев существует термин SGL (аббр. от англ. Same Gender Loving — любящий свой пол), который используется с целью дистанцирования от доминирования «белого» ЛГБТ-сообщества.
Термин MSM (аббр. от англ. Men who have Sex with Men — мужчины, практикующие секс с мужчинами) используется для обозначения мужчин, постоянно или периодически имеющих сексуальные контакты с другими мужчинами, безотносительно их сексуальной ориентации.
В 2000-х годах были предприняты попытки объединить разновидности сексуальной ориентации и гендерной идентичности под один единый «зонтичный» термин. В журнале Anything That Moves впервые была использована аббревиатура FABGLITTER (Fetish, Allies, Bisexual, Gay, Lesbian, Intersexed, Transgender, Transsexual Engendering Revolution). Термин буквально можно перевести, как «транссексуальная гендерная революция фетишистов, союзников, бисексуалов, геев, лесбиянок, интерсексов и трансгендерных людей». Несмотря на попытку, термин так и не обрёл всеобщего признания.
Другой акроним, который также не обрёл популярность, — QUILTBAG (Queer/Questioning, Undecided, Intersex, Lesbian, Trans, Bisexual, Asexual, Gay).
Иногда можно встретить аббревиатуру LGBTetc (букв. ЛГБТитд), которая используется для укороченного обозначения всех представителей ЛГБТ-сообщества.

## Критика

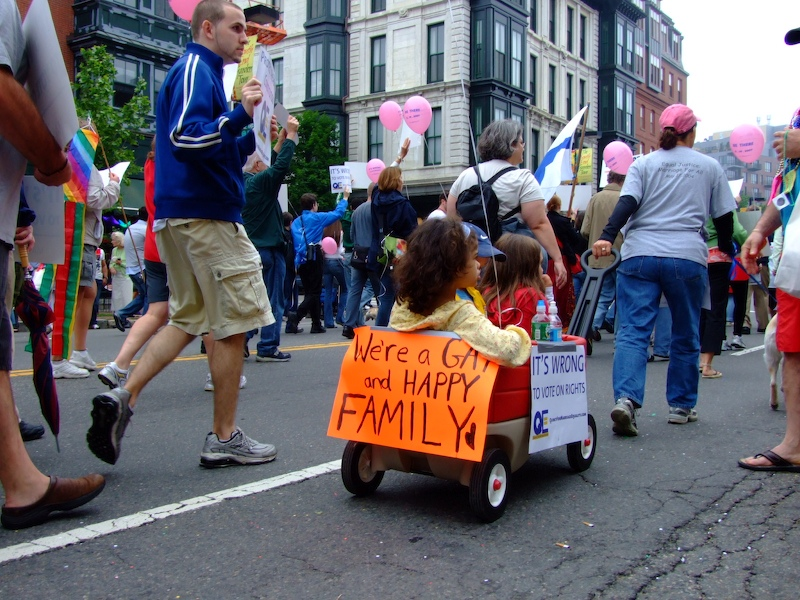
ЛГБТ-семьи на гей-параде

Не все согласны с использованием термина ЛГБТ. Так, например, некоторые считают, что трансгендерные люди в корне отличаются от геев, лесбиянок и бисексуалов и не должны объединяться под одним термином. Сторонники данной идеи считают, что сексуальная ориентация не может быть приравнена к гендерной идентичности. Как следствие, подобное сравнение может негативно сказаться на целях, которые ставят перед собой борцы за равные права. Кроме того, некоторые интерсексы хотят быть включёнными в ЛГБТ-сообщество, в то время как другие считают, что в термине ЛГБТ им нет места.
Противоположная позиция, известная как гей-сепаратизм, заключается в том, что геи и лесбиянки должны образовать отдельное от всех остальных сообщество. Хотя проявления гей-сепаратизма довольно редки, иногда некоторыми представителями ЛГБТ-сообщества высказываются предположения о том, что «не моносексуальные» ориентации и трансгендерность должны быть исключены из процесса борьбы за равные права. Гей-сепаратисты имеют мощных противников, например гей-активист Питер Тэтчелл заявил, что отделение трансгендерных людей от ЛГБТ-сообщества сродни «политическому безумию».
Многие люди искали «зонтичный» термин для замены существующих многочисленных сокращений. Для этих целей были попытки использовать такие слова, как квир и радуга. Однако они не получили широкого распространения. Слово «квир» в английском языке имеет много негативных коннотаций для людей старшего возраста, которые помнят времена, предшествовавшие Стоунволлским бунтам, когда слово queer выражало насмешку и оскорбление. Термин «квир» с негативной окраской используется в английском языке до сих пор. Многие молодые люди посчитали, что термин квир имеет более политизированную окраску, нежели ЛГБТ.
Многим геям и лесбиянкам также не нравится расплывчатый термин «ЛГБТ-сообщество». Некоторые из них не разделяют политической солидарности, считая, что они создают лишь видимость борьбы за права. Они также не участвуют в таких мероприятиях, как марши равенства. Некоторые из них считают, что объединение людей с «негетеросексуальной» ориентацией увековечивает миф о том, что геи и лесбиянки отличаются от других гетеросексуальных людей. Эти люди зачастую менее заметны по сравнению с более распространёнными гей- или ЛГБТ-активистами.

## Политическая роль
В эссе «Вечный фашизм» итальянский писатель и философ Умберто Эко называет неприятие нестандартного сексуального поведения одним из 14-ти признаков фашизма.